# Wereldbeker baanwielrennen 2019/2020
De wereldbeker baanwielrennen 2019/2020 (officieel: Tissot UCI wereldbeker baanwielrennen 2019-2020) is een door de Internationale Wielerunie georganiseerde baanwielrennencompetitie. De cyclus begon op 1 november 2019 in Minsk (Wit-Rusland) en eindigde op 26 januari 2020 in Milton (Canada). Polen won het overall ploegenklassement, waar Nederland achtse werd, België achttiende, BEAT Cycling Club
dertigste en Suriname tweeënvijftigste.

## Mannen

### Kalender
| Datum                                                                              | Plaats    | Onderdeel                 | Eerste                                                                                       | Tweede                                                                                     | Derde                                                                                |
| ---------------------------------------------------------------------------------- | --------- | ------------------------- | -------------------------------------------------------------------------------------------- | ------------------------------------------------------------------------------------------ | ------------------------------------------------------------------------------------ |
| 16 t/m 20 oktober 2019: Europese kampioenschappen baanwielrennen 2019 in Apeldoorn |           |                           |                                                                                              |                                                                                            |                                                                                      |
| 01/11/2019                                                                         | Minsk     | Puntenkoers 40 km         | Mark Stewart                                                                                 | Sebastián Mora                                                                             | Andreas Graf                                                                         |
| 01/11/2019                                                                         | Minsk     | Ploegenachtervolging      | Denemarken Lasse Norman Hansen Julius Johansen Frederik Madsen Rasmus Pedersen               | Frankrijk Thomas Denis Corentin Ermenault Valentin Tabellion Benjamin Thomas               | Italië Elia Viviani Simone Consonni Filippo Ganna Francesco Lamon Davide Plebani     |
| 01/11/2019                                                                         | Minsk     | Teamsprint                | Nederland Nils van 't Hoenderdaal Harrie Lavreysen Jeffrey Hoogland                          | Verenigd Koninkrijk Ryan Owens Jack Carlin Jason Kenny                                     | BEAT Cycling Club Roy van den Berg Theo Bos Matthijs Büchli                          |
| 02/11/2019                                                                         | Minsk     | Scratch 15 km             | Jawhen Karaljok                                                                              | Sebastián Mora                                                                             | Eric Young                                                                           |
| 02/11/2019                                                                         | Minsk     | Keirin                    | Harrie Lavreysen                                                                             | Denis Dmitrjev                                                                             | Koyu Matsui                                                                          |
| 02/11/2019                                                                         | Minsk     | Omnium                    | Matthew Walls                                                                                | Elia Viviani                                                                               | Rui Oliveira                                                                         |
| 03/11/2019                                                                         | Minsk     | Individuele achtervolging | Filippo Ganna                                                                                | John Archibald                                                                             | Ashton Lambie                                                                        |
| 03/11/2019                                                                         | Minsk     | Koppelkoers 50 km         | Denemarken Lasse Norman Hansen Michael Mørkøv                                                | Frankrijk Bryan Coquard Benjamin Thomas                                                    | Spanje Albert Torres Sebastián Mora                                                  |
| 03/11/2019                                                                         | Minsk     | Sprint                    | Harrie Lavreysen                                                                             | Jeffrey Hoogland                                                                           | Matthijs Büchli (BCC)                                                                |
| 08/11/2019                                                                         | Glasgow   | Ploegenachtervolging      | Denemarken Lasse Norman Hansen Julius Johansen Frederik Madsen Rasmus Pedersen               | Italië Simone Consonni Filippo Ganna Francesco Lamon Michele Scartezzini Liam Bertazzo     | Frankrijk Thomas Denis Corentin Ermenault Valentin Tabellion Benjamin Thomas         |
| 08/11/2019                                                                         | Glasgow   | Teamsprint                | Nederland Nils van 't Hoenderdaal Harrie Lavreysen Jeffrey Hoogland Sam Ligtlee              | Verenigd Koninkrijk Ryan Owens Jack Carlin Joseph Truman Jason Kenny                       | Frankrijk Quentin Caleyron Melvin Landerneau Sébastien Vigier Michaël D'Almeida      |
| 09/11/2019                                                                         | Glasgow   | Sprint                    | Harrie Lavreysen                                                                             | Jeffrey Hoogland                                                                           | Tomohiro Fukaya                                                                      |
| 09/11/2019                                                                         | Glasgow   | Koppelkoers 50 km         | Frankrijk Benjamin Thomas Donavan Grondin                                                    | Verenigd Koninkrijk Ethan Hayter Oliver Wood                                               | Australië Sam Welsford Leigh Howard                                                  |
| 10/11/2019                                                                         | Glasgow   | Scratch 15 km             | Felix English                                                                                | Sebastián Mora                                                                             | Maximilian Beyer                                                                     |
| 10/11/2019                                                                         | Glasgow   | Keirin                    | Sébastien Vigier                                                                             | Maximilian Levy                                                                            | Denis Dmitrjev                                                                       |
| 10/11/2019                                                                         | Glasgow   | Omnium                    | Benjamin Thomas                                                                              | Mark Stewart                                                                               | Francesco Lamon                                                                      |
| 29/11/2019                                                                         | Hongkong  | Ploegenachtervolging      | Duitsland Felix Groß Theo Reinhardt Leon Rohde Domenic Weinstein                             | Nieuw-Zeeland Thomas Sexton Dylan Kennett Nicholas Kergozou Corbin Strong Campbell Stewart | Zwitserland Théry Schir Valère Thiébaud Cyrille Thièry Alex Vogel                    |
| 29/11/2019                                                                         | Hongkong  | Teamsprint                | Nederland Roy van den Berg Harrie Lavreysen Jeffrey Hoogland                                 | Duitsland Timo Bichler Stefan Bötticher Eric Engler                                        | Frankrijk Grégory Baugé Rayan Helal Michaël D'Almeida                                |
| 30/11/2019                                                                         | Hongkong  | Keirin                    | Callum Saunders                                                                              | Jason Kenny                                                                                | Matthijs Büchli                                                                      |
| 30/11/2019                                                                         | Hongkong  | Omnium                    | Campbell Stewart                                                                             | Roger Kluge                                                                                | Théry Schir                                                                          |
| 01/12/2019                                                                         | Hongkong  | Koppelkoers 50 km         | Duitsland Roger Kluge Theo Reinhardt                                                         | Nieuw-Zeeland Thomas Sexton Campbell Stewart                                               | Verenigd Koninkrijk Mark Stewart Alfred Wright                                       |
| 01/12/2019                                                                         | Hongkong  | Sprint                    | Harrie Lavreysen                                                                             | Jeffrey Hoogland                                                                           | Tomohiro Fukaya                                                                      |
| 01/12/2019                                                                         | Hongkong  | Scratch 15 km             | Roy Eefting                                                                                  | Christos Volikakis                                                                         | Corbin Strong                                                                        |
| 06/12/2019                                                                         | Cambridge | Ploegenachtervolging      | Zwitserland Stefan Bissegger Robin Froidevaux Claudio Imhof Lukas Rüegg Mauro Schmid         | Australië Leigh Howard Alexander Porter Cameron Scott Sam Welsford Kelland O'Brien         | Nieuw-Zeeland Aaron Gate Regan Gough Dylan Kennett Jordan Kerby Nicholas Kergozou    |
| 06/12/2019                                                                         | Cambridge | Teamsprint                | Japan Kazuki Amagai Tomohiro Fukaya Yudai Nitta                                              | Polen Maciej Bielecki Patryk Rajkowski Mateusz Rudyk Krzysztof Maksel                      | Nieuw-Zeeland Edward Dawkins Ethan Mitchell Sam Webster                              |
| 07/12/2019                                                                         | Cambridge | Keirin                    | Azizulhasni Awang                                                                            | Shane Perkins                                                                              | Matthew Glaetzer                                                                     |
| 07/12/2019                                                                         | Cambridge | Omnium                    | Campbell Stewart                                                                             | Cameron Meyer                                                                              | Artjom Zacharov                                                                      |
| 08/12/2019                                                                         | Cambridge | Koppelkoers 50 km         | Nieuw-Zeeland Aaron Gate Campbell Stewart                                                    | Australië Kelland O'Brien Cameron Meyer                                                    | Italië Michele Scartezzini Francesco Lamon                                           |
| 08/12/2019                                                                         | Cambridge | Sprint                    | Mateusz Rudyk                                                                                | Tomohiro Fukaya                                                                            | Yudai Nitta                                                                          |
| 08/12/2019                                                                         | Cambridge | Scratch 15 km             | Roman Gladysh                                                                                | Roy Eefting                                                                                | Christos Volikakis                                                                   |
| 13/12/2019                                                                         | Brisbane  | Ploegenachtervolging      | Australië Leigh Howard Kelland O'Brien Alexander Porter Sam Welsford Lucas Plapp             | Nieuw-Zeeland Campbell Stewart Jordan Kerby Thomas Sexton Corbin Strong Regan Gough        | Zwitserland Robin Froidevaux Stefan Bissegger Claudio Imhof Mauro Schmid             |
| 13/12/2019                                                                         | Brisbane  | Teamsprint                | Japan Tomohiro Fukaya Yoshitaku Nagasako Yudai Nitta                                         | Polen Maciej Bielecki Mateusz Rudyk Krzysztof Maksel Patryk Rajkowski                      | Nieuw-Zeeland Samuel Dakin Ethan Mitchell Sam Webster                                |
| 14/12/2019                                                                         | Brisbane  | Keirin                    | Kevin Quintero                                                                               | Matthew Glaetzer                                                                           | Tomáš Bábek                                                                          |
| 14/12/2019                                                                         | Brisbane  | Omnium                    | Aaron Gate                                                                                   | Roger Kluge                                                                                | Eiya Hashimoto                                                                       |
| 15/12/2019                                                                         | Brisbane  | Koppelkoers 50 km         | Australië Cameron Meyer Sam Welsford                                                         | Nieuw-Zeeland Aaron Gate Thomas Sexton                                                     | Frankrijk Morgan Kneisky Kévin Vauquelin                                             |
| 15/12/2019                                                                         | Brisbane  | Sprint                    | Mateusz Rudyk                                                                                | Sam Webster                                                                                | Matthew Glaetzer                                                                     |
| 24/01/2020                                                                         | Milton    | Ploegenachtervolging      | Frankrijk Benjamin Thomas Thomas Denis Corentin Ermenault Kévin Vauquelin Valentin Tabellion | Italië Davide Boscaro Carloalberto Giordani Giulio Masotto Gidas Umbri Stefano Moro        | Canada Jackson Kinniburgh Evan Burtnik Chris Ernst Amiel Flett-Brown Sean Richardson |
| 24/01/2020                                                                         | Milton    | Teamsprint                | Frankrijk Quentin Caleyron Florian Grengbo Quentin Lafargue                                  | Polen Maciej Bielecki Krzysztof Maksel Mateusz Rudyk Rafał Sarnecki                        | China Guo Shuai Luo Yongjia Zhang Miao                                               |
| 25/01/2020                                                                         | Milton    | Keirin                    | Joachim Eilers                                                                               | Kevin Quintero                                                                             | Rafał Sarnecki                                                                       |
| 25/01/2020                                                                         | Milton    | Omnium                    | Jan-Willem van Schip                                                                         | Daniel Staniszewski                                                                        | Gavin Hoover                                                                         |
| 26/01/2020                                                                         | Milton    | Koppelkoers 50 km         | Nederland Jan-Willem van Schip Yoeri Havik                                                   | Verenigd Koninkrijk Ethan Hayter Oliver Wood                                               | Frankrijk Donavan Grondin Benjamin Thomas                                            |
| 26/01/2020                                                                         | Milton    | Sprint                    | Mateusz Rudyk                                                                                | Quentin Caleyron                                                                           | Rayan Helal                                                                          |
| 26 t/m 1 maart 2020: Wereldkampioenschappen baanwielrennen 2020 in Berlijn         |           |                           |                                                                                              |                                                                                            |                                                                                      |

### Uitslagen per discipline

#### Sprint
| Nr. | Datum      | Plaats    | Eerste           | Tweede           | Derde                 |
| --- | ---------- | --------- | ---------------- | ---------------- | --------------------- |
| 1.  | 03/11/2019 | Minsk     | Harrie Lavreysen | Jeffrey Hoogland | Matthijs Büchli (BCC) |
| 2.  | 09/11/2019 | Glasgow   | Harrie Lavreysen | Jeffrey Hoogland | Tomohiro Fukaya       |
| 3.  | 01/12/2019 | Hongkong  | Harrie Lavreysen | Jeffrey Hoogland | Tomohiro Fukaya       |
| 4.  | 08/12/2019 | Cambridge | Mateusz Rudyk    | Tomohiro Fukaya  | Yudai Nitta           |
| 5.  | 15/12/2019 | Brisbane  | Mateusz Rudyk    | Sam Webster      | Matthew Glaetzer      |
| 6.  | 26/01/2020 | Milton    | Mateusz Rudyk    | Quentin Caleyron | Rayan Helal           |

Wereldbeker klassement sprint
| Plaats | Naam             | Ploeg | Punten |
| ------ | ---------------- | ----- | ------ |
| 1      | Mateusz Rudyk    |       | 2600   |
| 2      | Harrie Lavreysen |       | 1500   |
| 3      | Jeffrey Hoogland |       | 1350   |
| 4      | Jaïr Tjon En Fa  |       | 1345   |
| 5      | Tomohiro Fukaya  |       | 1250   |

#### Teamsprint
| Nr. | Datum      | Plaats    | Eerste                                                                          | Tweede                                                                | Derde                                                                           |
| --- | ---------- | --------- | ------------------------------------------------------------------------------- | --------------------------------------------------------------------- | ------------------------------------------------------------------------------- |
| 1.  | 01/11/2019 | Minsk     | Nederland Nils van 't Hoenderdaal Harrie Lavreysen Jeffrey Hoogland             | Verenigd Koninkrijk Ryan Owens Jack Carlin Jason Kenny                | BEAT Cycling Club Roy van den Berg Theo Bos Matthijs Büchli                     |
| 2.  | 08/11/2019 | Glasgow   | Nederland Nils van 't Hoenderdaal Harrie Lavreysen Jeffrey Hoogland Sam Ligtlee | Verenigd Koninkrijk Ryan Owens Jack Carlin Joseph Truman Jason Kenny  | Frankrijk Quentin Caleyron Melvin Landerneau Sébastien Vigier Michaël D'Almeida |
| 3.  | 29/11/2019 | Hongkong  | Nederland Roy van den Berg Harrie Lavreysen Jeffrey Hoogland                    | Duitsland Timo Bichler Stefan Bötticher Eric Engler                   | Frankrijk Grégory Baugé Rayan Helal Michaël D'Almeida                           |
| 4.  | 06/12/2019 | Cambridge | Japan Kazuki Amagai Tomohiro Fukaya Yudai Nitta                                 | Polen Maciej Bielecki Patryk Rajkowski Mateusz Rudyk Krzysztof Maksel | Nieuw-Zeeland Edward Dawkins Ethan Mitchell Sam Webster                         |
| 5.  | 13/12/2019 | Brisbane  | Japan Tomohiro Fukaya Yoshitaku Nagasako Yudai Nitta                            | Polen Maciej Bielecki Mateusz Rudyk Krzysztof Maksel Patryk Rajkowski | Nieuw-Zeeland Samuel Dakin Ethan Mitchell Sam Webster                           |
| 6.  | 24/01/2020 | Milton    | Frankrijk Quentin Caleyron Florian Grengbo Quentin Lafargue                     | Polen Maciej Bielecki Krzysztof Maksel Mateusz Rudyk Rafał Sarnecki   | China Guo Shuai Luo Yongjia Zhang Miao                                          |

Wereldbeker klassement teamsprint
| Plaats | Naam      | Ploeg | Punten |
| ------ | --------- | ----- | ------ |
| 1      | Polen     |       | 3562,5 |
| 2      | Rusland   |       | 2850   |
| 3      | Frankrijk |       | 2512,5 |
| 4      | Japan     |       | 2400   |
| 5      | China     |       | 2362,5 |
|        |           |       |        |
| 6      | Nederland |       | 2250   |

#### Keirin
| Nr. | Datum      | Plaats    | Eerste            | Tweede           | Derde            |
| --- | ---------- | --------- | ----------------- | ---------------- | ---------------- |
| 1.  | 02/11/2019 | Minsk     | Harrie Lavreysen  | Denis Dmitrjev   | Koyu Matsui      |
| 2.  | 10/11/2019 | Glasgow   | Sébastien Vigier  | Maximilian Levy  | Denis Dmitrjev   |
| 3.  | 30/11/2019 | Hongkong  | Callum Saunders   | Jason Kenny      | Matthijs Büchli  |
| 4.  | 07/12/2019 | Cambridge | Azizulhasni Awang | Shane Perkins    | Matthew Glaetzer |
| 5.  | 14/12/2019 | Brisbane  | Kevin Quintero    | Matthew Glaetzer | Tomáš Bábek      |
| 6.  | 25/01/2020 | Milton    | Joachim Eilers    | Kevin Quintero   | Rafał Sarnecki   |

Wereldbeker klassement keirin
| Plaats | Naam              | Ploeg | Punten |
| ------ | ----------------- | ----- | ------ |
| 1      | Jai Angsuthasawit |       | 1595   |
| 2      | Denis Dmitrjev    |       | 1525   |
| 3      | Kevin Quintero    |       | 1520   |
| 4      | Shane Perkins     |       | 1380   |
| 5      | Kwesi Browne      |       | 1000   |
|        |                   |       |        |
| 6      | Matthijs Büchli   |       | 975    |

#### Ploegenachtervolging
| Nr. | Datum      | Plaats    | Eerste                                                                                       | Tweede                                                                                     | Derde                                                                                |
| --- | ---------- | --------- | -------------------------------------------------------------------------------------------- | ------------------------------------------------------------------------------------------ | ------------------------------------------------------------------------------------ |
| 1.  | 01/11/2019 | Minsk     | Denemarken Lasse Norman Hansen Julius Johansen Frederik Madsen Rasmus Pedersen               | Frankrijk Thomas Denis Corentin Ermenault Valentin Tabellion Benjamin Thomas               | Italië Elia Viviani Simone Consonni Filippo Ganna Francesco Lamon Davide Plebani     |
| 2.  | 08/11/2019 | Glasgow   | Denemarken Lasse Norman Hansen Julius Johansen Frederik Madsen Rasmus Pedersen               | Italië Simone Consonni Filippo Ganna Francesco Lamon Michele Scartezzini Liam Bertazzo     | Frankrijk Thomas Denis Corentin Ermenault Valentin Tabellion Benjamin Thomas         |
| 3.  | 29/11/2019 | Hongkong  | Duitsland Felix Groß Theo Reinhardt Leon Rohde Domenic Weinstein                             | Nieuw-Zeeland Thomas Sexton Dylan Kennett Nicholas Kergozou Corbin Strong Campbell Stewart | Zwitserland Théry Schir Valère Thiébaud Cyrille Thièry Alex Vogel                    |
| 4.  | 06/12/2019 | Cambridge | Zwitserland Stefan Bissegger Robin Froidevaux Claudio Imhof Lukas Rüegg Mauro Schmid         | Australië Leigh Howard Alexander Porter Cameron Scott Sam Welsford Kelland O'Brien         | Nieuw-Zeeland Aaron Gate Regan Gough Dylan Kennett Jordan Kerby Nicholas Kergozou    |
| 5.  | 13/12/2019 | Brisbane  | Australië Leigh Howard Kelland O'Brien Alexander Porter Sam Welsford Lucas Plapp             | Nieuw-Zeeland Campbell Stewart Jordan Kerby Thomas Sexton Corbin Strong Regan Gough        | Zwitserland Robin Froidevaux Stefan Bissegger Claudio Imhof Mauro Schmid             |
| 6.  | 24/01/2020 | Milton    | Frankrijk Benjamin Thomas Thomas Denis Corentin Ermenault Kévin Vauquelin Valentin Tabellion | Italië Davide Boscaro Carloalberto Giordani Giulio Masotto Gidas Umbri Stefano Moro        | Canada Jackson Kinniburgh Evan Burtnik Chris Ernst Amiel Flett-Brown Sean Richardson |

Wereldbeker klassement ploegenachtervolging
| Plaats | Naam        | Ploeg | Punten |
| ------ | ----------- | ----- | ------ |
| 1      | Italië      |       | 4600   |
| 2      | Zwitserland |       | 3900   |
| 3      | Rusland     |       | 3200   |
| 4      | Duitsland   |       | 3050   |
| 5      | Canada      |       | 2800   |
|        |             |       |        |
| 17     | België      |       | 910    |

#### Individuele achtervolging
| Nr. | Datum      | Plaats | Eerste        | Tweede         | Derde         |
| --- | ---------- | ------ | ------------- | -------------- | ------------- |
| 1.  | 03/11/2019 | Minsk  | Filippo Ganna | John Archibald | Ashton Lambie |

Wereldbeker klassement individuele achtervolging
| Plaats | Naam                   | Ploeg | Punten |
| ------ | ---------------------- | ----- | ------ |
| 1      | Filippo Ganna          |       | 500    |
| 2      | John Archibald         |       | 450    |
| 3      | Ashton Lambie          |       | 400    |
| 4      | Stefan Bissegger       |       | 375    |
| 5      | Aleksandr Jevtoesjenko |       | 350    |
|        |                        |       |        |
| 8      | Rune Herregodts        |       | 275    |

#### Scratch (15 km)
| Nr. | Datum      | Plaats    | Eerste          | Tweede             | Derde              |
| --- | ---------- | --------- | --------------- | ------------------ | ------------------ |
| 1.  | 02/11/2019 | Minsk     | Jawhen Karaljok | Sebastián Mora     | Eric Young         |
| 2.  | 10/11/2019 | Glasgow   | Felix English   | Sebastián Mora     | Maximilian Beyer   |
| 3.  | 01/12/2019 | Hongkong  | Roy Eefting     | Christos Volikakis | Corbin Strong      |
| 4.  | 08/12/2019 | Cambridge | Roman Gladysh   | Roy Eefting        | Christos Volikakis |

Wereldbeker klassement scratch
| Plaats | Naam               | Ploeg | Punten |
| ------ | ------------------ | ----- | ------ |
| 1      | Christos Volikakis |       | 1100   |
| 2      | Jawhen Karaljok    |       | 1050   |
| 3      | Sebastián Mora     |       | 990    |
| 4      | Roy Eefting        |       | 950    |
| 5      | Roman Gladysh      |       | 895    |
|        |                    |       |        |
| 19     | Robbe Ghys         |       | 375    |

#### Puntenkoers (40 km)
| Nr. | Datum      | Plaats | Eerste       | Tweede         | Derde        |
| --- | ---------- | ------ | ------------ | -------------- | ------------ |
| 1.  | 01/11/2019 | Minsk  | Mark Stewart | Sebastián Mora | Andreas Graf |

Wereldbeker klassement puntenkoers
| Plaats | Naam            | Ploeg | Punten |
| ------ | --------------- | ----- | ------ |
| 1      | Mark Stewart    |       | 500    |
| 2      | Sebastián Mora  |       | 450    |
| 3      | Andreas Graf    |       | 400    |
| 4      | Kenny De Ketele |       | 375    |
| 5      | Florian Maitre  |       | 350    |
|        |                 |       |        |
| 20     | Roy Pieters     |       | 90     |

#### Koppelkoers (50 km)
| Nr. | Datum      | Plaats    | Eerste                                        | Tweede                                       | Derde                                          |
| --- | ---------- | --------- | --------------------------------------------- | -------------------------------------------- | ---------------------------------------------- |
| 1.  | 03/11/2019 | Minsk     | Denemarken Lasse Norman Hansen Michael Mørkøv | Frankrijk Bryan Coquard Benjamin Thomas      | Spanje Albert Torres Sebastián Mora            |
| 2.  | 09/11/2019 | Glasgow   | Frankrijk Benjamin Thomas Donavan Grondin     | Verenigd Koninkrijk Ethan Hayter Oliver Wood | Australië Sam Welsford Leigh Howard            |
| 3.  | 01/12/2019 | Hongkong  | Duitsland Roger Kluge Theo Reinhardt          | Nieuw-Zeeland Thomas Sexton Campbell Stewart | Verenigd Koninkrijk Mark Stewart Alfred Wright |
| 4.  | 08/12/2019 | Cambridge | Nieuw-Zeeland Aaron Gate Campbell Stewart     | Australië Kelland O'Brien Cameron Meyer      | Italië Michele Scartezzini Francesco Lamon     |
| 5.  | 15/12/2019 | Brisbane  | Australië Cameron Meyer Sam Welsford          | Nieuw-Zeeland Aaron Gate Thomas Sexton       | Frankrijk Morgan Kneisky Kévin Vauquelin       |
| 6.  | 26/01/2020 | Milton    | Nederland Jan-Willem van Schip Yoeri Havik    | Verenigd Koninkrijk Ethan Hayter Oliver Wood | Frankrijk Donavan Grondin Benjamin Thomas      |

Wereldbeker klassement koppelkoers
| Plaats | Naam                | Ploeg | Punten |
| ------ | ------------------- | ----- | ------ |
| 1      | Italië              |       | 1825   |
| 2      | Frankrijk           |       | 1750   |
| 3      | Zwitserland         |       | 1735   |
| 4      | Verenigd Koninkrijk |       | 1650   |
| 5      | Hongkong            |       | 1420   |
|        |                     |       |        |
| 11     | Nederland           |       | 1280   |
| 17     | België              |       | 1025   |

#### Omnium
| Nr. | Datum      | Plaats    | Eerste               | Tweede              | Derde           |
| --- | ---------- | --------- | -------------------- | ------------------- | --------------- |
| 1.  | 02/11/2019 | Minsk     | Matthew Walls        | Elia Viviani        | Rui Oliveira    |
| 2.  | 10/11/2019 | Glasgow   | Benjamin Thomas      | Mark Stewart        | Francesco Lamon |
| 3.  | 30/11/2019 | Hongkong  | Campbell Stewart     | Roger Kluge         | Théry Schir     |
| 4.  | 07/12/2019 | Cambridge | Campbell Stewart     | Cameron Meyer       | Artjom Zacharov |
| 5.  | 14/12/2019 | Brisbane  | Aaron Gate           | Roger Kluge         | Eiya Hashimoto  |
| 6.  | 25/01/2020 | Milton    | Jan-Willem van Schip | Daniel Staniszewski | Gavin Hoover    |

Wereldbeker klassement omnium
| Plaats | Naam                 | Ploeg | Punten |
| ------ | -------------------- | ----- | ------ |
| 1      | Christos Volikakis   |       | 1425   |
| 2      | Roger Kluge          |       | 1360   |
| 3      | Ignacio Prado        |       | 1350   |
| 4      | Leung Ka Yu          |       | 1105   |
| 5      | Jan-Willem van Schip |       | 1050   |
|        |                      |       |        |
| 18     | Lindsay De Vylder    |       | 685    |

## Vrouwen

### Kalender
| Datum                                                                              | Plaats    | Onderdeel            | Eerste                                                                                            | Tweede                                                                                            | Derde                                                                                            |
| ---------------------------------------------------------------------------------- | --------- | -------------------- | ------------------------------------------------------------------------------------------------- | ------------------------------------------------------------------------------------------------- | ------------------------------------------------------------------------------------------------ |
| 16 t/m 20 oktober 2019: Europese kampioenschappen baanwielrennen 2019 in Apeldoorn |           |                      |                                                                                                   |                                                                                                   |                                                                                                  |
| 01/11/2019                                                                         | Minsk     | Ploegenachtervolging | Verenigde Staten Jennifer Valente Christina Birch Chloé Dygert Emma White                         | Duitsland Franziska Brauße Lisa Brennauer Lisa Klein Gudrun Stock Mieke Kröger                    | Italië Letizia Paternoster Martina Alzini Elisa Balsamo Marta Cavalli Vittoria Guazzini          |
| 01/11/2019                                                                         | Minsk     | Teamsprint           | Gazprom-RusVelo Ekaterina Rogovaya Darja Sjmeleva                                                 | Rusland Natalia Antonova Jekaterina Gnidenko                                                      | Team Erdgas.2012 Lea Sophie Friedrich Pauline Grabosch                                           |
| 01/11/2019                                                                         | Minsk     | Puntenkoers 25 km    | Jennifer Valente                                                                                  | Maria Giulia Confalonieri                                                                         | Tatsjana Sjarakova                                                                               |
| 01/11/2019                                                                         | Minsk     | Scratch 10 km        | Kirsten Wild                                                                                      | Martina Fidanza                                                                                   | Jennifer Valente                                                                                 |
| 02/11/2019                                                                         | Minsk     | Koppelkoers 30 km    | Nederland Kirsten Wild Amy Pieters                                                                | Verenigd Koninkrijk Laura Kenny Emily Nelson                                                      | Frankrijk Clara Copponi Marie Le Net                                                             |
| 02/11/2019                                                                         | Minsk     | Sprint               | Lee Wai Sze                                                                                       | Anastasia Vojnova                                                                                 | Emma Hinze                                                                                       |
| 03/11/2019                                                                         | Minsk     | Keirin               | Emma Hinze                                                                                        | Mathilde Gros                                                                                     | Lee Hye-Jin                                                                                      |
| 03/11/2019                                                                         | Minsk     | Omnium               | Jennifer Valente                                                                                  | Letizia Paternoster                                                                               | Laura Kenny                                                                                      |
| 08/11/2019                                                                         | Glasgow   | Ploegenachtervolging | Verenigd Koninkrijk Katie Archibald Eleanor Dickinson Neah Evans Elinor Barker                    | Duitsland Franziska Brauße Lisa Brennauer Lisa Klein Gudrun Stock Mieke Kröger                    | Italië Vittoria Guazzini Chiara Consonni Simona Frapporti Silvia Valsecchi                       |
| 08/11/2019                                                                         | Glasgow   | Teamsprint           | Ekaterina Rogovaya Darja Sjmeleva                                                                 | China Zhong Tianshi Zhuang Wei Zhang Linyin                                                       | Team Erdgas.2012 Lea Sophie Friedrich Pauline Grabosch                                           |
| 09/11/2019                                                                         | Glasgow   | Scratch 10 km        | Karolina Karasiewicz                                                                              | Anastasia Tsjoelkova (CAT)                                                                        | Diana Klimova                                                                                    |
| 09/11/2019                                                                         | Glasgow   | Keirin               | Katy Marchant                                                                                     | Emma Hinze                                                                                        | Mathilde Gros                                                                                    |
| 09/11/2019                                                                         | Glasgow   | Omnium               | Kirsten Wild                                                                                      | Olga Zabelinskaja                                                                                 | Annette Edmondson                                                                                |
| 10/11/2019                                                                         | Glasgow   | Sprint               | Lee Wai Sze                                                                                       | Emma Hinze                                                                                        | Olena Starikova                                                                                  |
| 10/11/2019                                                                         | Glasgow   | Koppelkoers 30 km    | Australië Annette Edmondson Georgia Baker                                                         | Verenigd Koninkrijk Katie Archibald Elinor Barker                                                 | Nederland Kirsten Wild Amy Pieters                                                               |
| 29/11/2019                                                                         | Hongkong  | Ploegenachtervolging | Nieuw-Zeeland Michaela Drummond Emily Shearman Nicole Shields Ally Wollaston Jessie Hodges        | België Jolien D'Hoore Lotte Kopecky Shari Bossuyt Annelies Dom Gilke Croket                       | Zuid-Korea Jang Suji Kang Hyunkyung Lee Jumi Na Ah-reum                                          |
| 29/11/2019                                                                         | Hongkong  | Teamsprint           | Duitsland Pauline Grabosch Emma Hinze                                                             | China Lin Junhong Zhong Tianshi Chen Feifei                                                       | China National Track Stars Zhang Linyin Zhuang Wei                                               |
| 30/11/2019                                                                         | Hongkong  | Koppelkoers 30 km    | Denemarken Julie Leth Trine Schmidt                                                               | Nieuw-Zeeland Jessie Hodges Nicole Shields                                                        | Italië Chiara Consonni Vittoria Guazzini                                                         |
| 30/11/2019                                                                         | Hongkong  | Sprint               | Lee Wai Sze                                                                                       | Emma Hinze                                                                                        | Kelsey Mitchell (P2M)                                                                            |
| 30/11/2019                                                                         | Hongkong  | Scratch 10 km        | Anita Yvonne Stenberg                                                                             | Verena Eberhardt                                                                                  | Maria Martins                                                                                    |
| 01/12/2019                                                                         | Hongkong  | Keirin               | Lee Hye-Jin                                                                                       | Liubov Basova                                                                                     | Yuka Kobayashi (DSR)                                                                             |
| 01/12/2019                                                                         | Hongkong  | Omnium               | Yumi Kajihara                                                                                     | Maria Martins                                                                                     | Jolien D'Hoore                                                                                   |
| 06/12/2019                                                                         | Cambridge | Ploegenachtervolging | Nieuw-Zeeland Rushlee Buchanan Bryony Botha Holly Edmondston Kirstie James Jaime Nielsen          | Australië Ashlee Ankudinoff Georgia Baker Annette Edmondson Maeve Moroney-Plouffe Alexandra Manly | Canada Allison Beveridge Jasmin Duehring Annie Foreman-Mackey Georgia Simmerling                 |
| 06/12/2019                                                                         | Cambridge | Teamsprint           | Nieuw-Zeeland Natasha Hansen Olivia Podmore                                                       | Polen Marlena Karwacka Urszula Łoś                                                                | Gazprom-RusVelo Ekaterina Rogovaya Darja Sjmeleva                                                |
| 07/12/2019                                                                         | Cambridge | Koppelkoers 30 km    | Australië Georgia Baker Alexandra Manly                                                           | Polen Daria Pikulik Nikol Plosaj                                                                  | Nieuw-Zeeland Michaela Drummond Jessie Hodges                                                    |
| 07/12/2019                                                                         | Cambridge | Sprint               | Anastasia Vojnova                                                                                 | Kelsey Mitchell (P2M)                                                                             | Stephanie Morton                                                                                 |
| 07/12/2019                                                                         | Cambridge | Scratch 10 km        | Holly Edmondston                                                                                  | Olga Zabelinskaja                                                                                 | Lydia Gurley                                                                                     |
| 08/12/2019                                                                         | Cambridge | Keirin               | Lee Hye-Jin                                                                                       | Lauriane Genest                                                                                   | Stephanie Morton                                                                                 |
| 08/12/2019                                                                         | Cambridge | Omnium               | Yumi Kajihara                                                                                     | Jennifer Valente                                                                                  | Allison Beveridge                                                                                |
| 13/12/2019                                                                         | Brisbane  | Ploegenachtervolging | Australië Ashlee Ankudinoff Georgia Baker Annette Edmondson Maeve Moroney-Plouffe Alexandra Manly | Nieuw-Zeeland Bryony Botha Rushlee Buchanan Holly Edmondston Racquel Sheath Michaela Drummond     | Canada Allison Beveridge Jasmin Duehring Annie Foreman-Mackey Georgia Simmerling Ariane Bonhomme |
| 13/12/2019                                                                         | Brisbane  | Teamsprint           | Polen Marlena Karwacka Urszula Łoś                                                                | Rusland Ekaterina Rogovaya Anastasia Vojnova                                                      | Australië Stephanie Morton Caitlin Ward                                                          |
| 14/12/2019                                                                         | Brisbane  | Koppelkoers 30 km    | Australië Georgia Baker Annette Edmondson                                                         | Frankrijk Clara Copponi Marie Le Net                                                              | Verenigde Staten Christina Birch Kendall Ryan                                                    |
| 14/12/2019                                                                         | Brisbane  | Sprint               | Lee Wai Sze                                                                                       | Stephanie Morton                                                                                  | Anastasia Vojnova                                                                                |
| 15/12/2019                                                                         | Brisbane  | Keirin               | Martha Bayona                                                                                     | Stephanie Morton                                                                                  | Nicky Degrendele                                                                                 |
| 15/12/2019                                                                         | Brisbane  | Omnium               | Jennifer Valente                                                                                  | Allison Beveridge                                                                                 | Holly Edmondston                                                                                 |
| 24/01/2020                                                                         | Milton    | Ploegenachtervolging | Verenigde Staten Chloé Dygert Jennifer Valente Emma White Lily Williams                           | Frankrijk Clara Copponi Coralie Demay Valentine Fortin Marie Le Net                               | Canada Devaney Collier Erin Attwell Miriam Brouwer Kinley Gibson                                 |
| 24/01/2020                                                                         | Milton    | Teamsprint           | Canada Lauriane Genest Kelsey Mitchell                                                            | Polen Marlena Karwacka Urszula Łoś                                                                | Litouwen Simona Krupeckaitė Miglė Marozaitė                                                      |
| 25/01/2020                                                                         | Milton    | Koppelkoers 30 km    | Verenigd Koninkrijk Neah Evans Laura Kenny                                                        | België Lotte Kopecky Jolien D'Hoore                                                               | Verenigde Staten Megan Jastrab Jennifer Valente                                                  |
| 25/01/2020                                                                         | Milton    | Sprint               | Laurine van Riessen                                                                               | Kelsey Mitchell                                                                                   | Madalyn Godby                                                                                    |
| 26/01/2020                                                                         | Milton    | Keirin               | Laurine van Riessen                                                                               | Helena Casas Roige                                                                                | Madalyn Godby                                                                                    |
| 26/01/2020                                                                         | Milton    | Omnium               | Jennifer Valente                                                                                  | Letizia Paternoster                                                                               | Emily Kay                                                                                        |
| 26 t/m 1 maart 2020: Wereldkampioenschappen baanwielrennen 2020 in Berlijn         |           |                      |                                                                                                   |                                                                                                   |                                                                                                  |

### Uitslagen per discipline

#### Sprint
| Nr. | Datum      | Plaats    | Eerste              | Tweede                | Derde                 |
| --- | ---------- | --------- | ------------------- | --------------------- | --------------------- |
| 1.  | 02/11/2019 | Minsk     | Lee Wai Sze         | Anastasia Vojnova     | Emma Hinze            |
| 2.  | 10/11/2019 | Glasgow   | Lee Wai Sze         | Emma Hinze            | Olena Starikova       |
| 3.  | 30/11/2019 | Hongkong  | Lee Wai Sze         | Emma Hinze            | Kelsey Mitchell (P2M) |
| 4.  | 07/12/2019 | Cambridge | Anastasia Vojnova   | Kelsey Mitchell (P2M) | Stephanie Morton      |
| 5.  | 14/12/2019 | Brisbane  | Lee Wai Sze         | Stephanie Morton      | Anastasia Vojnova     |
| 6.  | 25/01/2020 | Milton    | Laurine van Riessen | Kelsey Mitchell       | Madalyn Godby         |

Wereldbeker klassement sprint
| Plaats | Naam                | Ploeg | Punten |
| ------ | ------------------- | ----- | ------ |
| 1      | Lee Wai Sze         |       | 2000   |
| 2      | Kelsey Mitchell     |       | 1550   |
| 3      | Olena Starikova     |       | 1525   |
| 4      | Anastasia Vojnova   |       | 1350   |
| 5      | Emma Hinze          |       | 1300   |
|        |                     |       |        |
| 6      | Laurine van Riessen |       | 1290   |
| 36     | Nicky Degrendele    |       | 279    |

#### Teamsprint
| Nr. | Datum      | Plaats    | Eerste                                            | Tweede                                       | Derde                                                  |
| --- | ---------- | --------- | ------------------------------------------------- | -------------------------------------------- | ------------------------------------------------------ |
| 1.  | 01/11/2019 | Minsk     | Gazprom-RusVelo Ekaterina Rogovaya Darja Sjmeleva | Rusland Natalia Antonova Jekaterina Gnidenko | Team Erdgas.2012 Lea Sophie Friedrich Pauline Grabosch |
| 2.  | 08/11/2019 | Glasgow   | Ekaterina Rogovaya Darja Sjmeleva                 | China Zhong Tianshi Zhuang Wei Zhang Linyin  | Team Erdgas.2012 Lea Sophie Friedrich Pauline Grabosch |
| 3.  | 29/11/2019 | Hongkong  | Duitsland Pauline Grabosch Emma Hinze             | China Lin Junhong Zhong Tianshi Chen Feifei  | CNS Zhang Linyin Zhuang Wei                            |
| 4.  | 06/12/2019 | Cambridge | Nieuw-Zeeland Natasha Hansen Olivia Podmore       | Polen Marlena Karwacka Urszula Łoś           | Gazprom-RusVelo Ekaterina Rogovaya Darja Sjmeleva      |
| 5.  | 13/12/2019 | Brisbane  | Polen Marlena Karwacka Urszula Łoś                | Rusland Ekaterina Rogovaya Anastasia Vojnova | Australië Stephanie Morton Caitlin Ward                |
| 6.  | 24/01/2020 | Milton    | Canada Lauriane Genest Kelsey Mitchell            | Polen Marlena Karwacka Urszula Łoś           | Litouwen Simona Krupeckaitė Miglė Marozaitė            |

Wereldbeker klassement teamsprint
| Plaats | Naam      | Ploeg | Punten |
| ------ | --------- | ----- | ------ |
| 1      | Polen     |       | 2350   |
| 2      | China     |       | 1900   |
| 3      | Rusland   |       | 1650   |
| 4      | Spanje    |       | 1450   |
| 5      | Litouwen  |       | 1425   |
|        |           |       |        |
| 11     | Nederland |       | 1000   |

#### Keirin
| Nr. | Datum      | Plaats    | Eerste              | Tweede             | Derde                |
| --- | ---------- | --------- | ------------------- | ------------------ | -------------------- |
| 1.  | 03/11/2019 | Minsk     | Emma Hinze          | Mathilde Gros      | Lee Hye-Jin          |
| 2.  | 09/11/2019 | Glasgow   | Katy Marchant       | Emma Hinze         | Mathilde Gros        |
| 3.  | 01/12/2019 | Hongkong  | Lee Hye-Jin         | Liubov Basova      | Yuka Kobayashi (DSR) |
| 4.  | 08/12/2019 | Cambridge | Lee Hye-Jin         | Lauriane Genest    | Stephanie Morton     |
| 5.  | 15/12/2019 | Brisbane  | Martha Bayona       | Stephanie Morton   | Nicky Degrendele     |
| 6.  | 26/01/2020 | Milton    | Laurine van Riessen | Helena Casas Roige | Madalyn Godby        |

Wereldbeker klassement keirin
| Plaats | Naam                | Ploeg | Punten |
| ------ | ------------------- | ----- | ------ |
| 1      | Liubov Basova       |       | 1705   |
| 2      | Lee Hye-Jin         |       | 1625   |
| 3      | Martha Bayona       |       | 1520   |
| 4      | Emma Hinze          |       | 1325   |
| 5      | Lauriane Genest     |       | 1190   |
|        |                     |       |        |
| 7      | Nicky Degrendele    |       | 1151   |
| 10     | Laurine van Riessen |       | 1040   |

#### Ploegenachtervolging
| Nr. | Datum      | Plaats    | Eerste                                                                                            | Tweede                                                                                            | Derde                                                                                            |
| --- | ---------- | --------- | ------------------------------------------------------------------------------------------------- | ------------------------------------------------------------------------------------------------- | ------------------------------------------------------------------------------------------------ |
| 1.  | 01/11/2019 | Minsk     | Verenigde Staten Jennifer Valente Christina Birch Chloé Dygert Emma White                         | Duitsland Franziska Brauße Lisa Brennauer Lisa Klein Gudrun Stock Mieke Kröger                    | Italië Letizia Paternoster Martina Alzini Elisa Balsamo Marta Cavalli Vittoria Guazzini          |
| 2.  | 08/11/2019 | Glasgow   | Verenigd Koninkrijk Katie Archibald Eleanor Dickinson Neah Evans Elinor Barker                    | Duitsland Franziska Brauße Lisa Brennauer Lisa Klein Gudrun Stock Mieke Kröger                    | Italië Vittoria Guazzini Chiara Consonni Simona Frapporti Silvia Valsecchi                       |
| 3.  | 29/11/2019 | Hongkong  | Nieuw-Zeeland Michaela Drummond Emily Shearman Nicole Shields Ally Wollaston Jessie Hodges        | België Jolien D'Hoore Lotte Kopecky Shari Bossuyt Annelies Dom Gilke Croket                       | Zuid-Korea Jang Suji Kang Hyunkyung Lee Jumi Na Ah-reum                                          |
| 4.  | 06/12/2019 | Cambridge | Nieuw-Zeeland Rushlee Buchanan Bryony Botha Holly Edmondston Kirstie James Jaime Nielsen          | Australië Ashlee Ankudinoff Georgia Baker Annette Edmondson Maeve Moroney-Plouffe Alexandra Manly | Canada Allison Beveridge Jasmin Duehring Annie Foreman-Mackey Georgia Simmerling                 |
| 5.  | 13/12/2019 | Brisbane  | Australië Ashlee Ankudinoff Georgia Baker Annette Edmondson Maeve Moroney-Plouffe Alexandra Manly | Nieuw-Zeeland Bryony Botha Rushlee Buchanan Holly Edmondston Racquel Sheath Michaela Drummond     | Canada Allison Beveridge Jasmin Duehring Annie Foreman-Mackey Georgia Simmerling Ariane Bonhomme |
| 6.  | 24/01/2020 | Milton    | Verenigde Staten Chloé Dygert Jennifer Valente Emma White Lily Williams                           | Frankrijk Clara Copponi Coralie Demay Valentine Fortin Marie Le Net                               | Canada Devaney Collier Erin Attwell Miriam Brouwer Kinley Gibson                                 |

Wereldbeker klassement ploegenachtervolging
| Plaats | Naam             | Ploeg | Punten |
| ------ | ---------------- | ----- | ------ |
| 1      | Duitsland        |       | 3800   |
| 2      | Verenigde Staten |       | 3350   |
| 3      | Frankrijk        |       | 3100   |
| 4      | België           |       | 3000   |
| 5      | Italië           |       | 2950   |

#### Scratch (10 km)
| Nr. | Datum      | Plaats    | Eerste                | Tweede                     | Derde            |
| --- | ---------- | --------- | --------------------- | -------------------------- | ---------------- |
| 1.  | 01/11/2019 | Minsk     | Kirsten Wild          | Martina Fidanza            | Jennifer Valente |
| 2.  | 09/11/2019 | Glasgow   | Karolina Karasiewicz  | Anastasia Tsjoelkova (CAT) | Diana Klimova    |
| 3.  | 30/11/2019 | Hongkong  | Anita Yvonne Stenberg | Verena Eberhardt           | Maria Martins    |
| 4.  | 07/12/2019 | Cambridge | Holly Edmondston      | Olga Zabelinskaja          | Lydia Gurley     |

Wereldbeker klassement scratch
| Plaats | Naam                  | Ploeg | Punten |
| ------ | --------------------- | ----- | ------ |
| 1      | Anastasia Tsjoelkova  |       | 1175   |
| 2      | Martina Fidanza       |       | 895    |
| 3      | Jennifer Valente      |       | 750    |
| 4      | Anita Yvonne Stenberg |       | 735    |
| 5      | Maria Martins         |       | 700    |
|        |                       |       |        |
| 12     | Kirsten Wild          |       | 500    |
| 25     | Gilke Croket          |       | 280    |

#### Puntenkoers (25 km)
| Nr. | Datum      | Plaats | Eerste           | Tweede                    | Derde              |
| --- | ---------- | ------ | ---------------- | ------------------------- | ------------------ |
| 1.  | 01/11/2019 | Minsk  | Jennifer Valente | Maria Giulia Confalonieri | Tatsjana Sjarakova |

Wereldbeker klassement puntenkoers
| Plaats | Naam                      | Ploeg | Punten |
| ------ | ------------------------- | ----- | ------ |
| 1      | Jennifer Valente          |       | 500    |
| 2      | Maria Giulia Confalonieri |       | 450    |
| 3      | Tatsjana Sjarakova        |       | 400    |
| 4      | Amy Pieters               |       | 375    |
| 5      | Anita Yvonne Stenberg     |       | 350    |
|        |                           |       |        |
| 14     | Annelies Dom              |       | 160    |

#### Koppelkoers (30 km)
| Nr. | Datum      | Plaats    | Eerste                                     | Tweede                                            | Derde                                           |
| --- | ---------- | --------- | ------------------------------------------ | ------------------------------------------------- | ----------------------------------------------- |
| 1.  | 02/11/2019 | Minsk     | Nederland Kirsten Wild Amy Pieters         | Verenigd Koninkrijk Laura Kenny Emily Nelson      | Frankrijk Clara Copponi Marie Le Net            |
| 2.  | 10/11/2019 | Glasgow   | Australië Annette Edmondson Georgia Baker  | Verenigd Koninkrijk Katie Archibald Elinor Barker | Nederland Kirsten Wild Amy Pieters              |
| 3.  | 30/11/2019 | Hongkong  | Denemarken Julie Leth Trine Schmidt        | Nieuw-Zeeland Jessie Hodges Nicole Shields        | Italië Chiara Consonni Vittoria Guazzini        |
| 4.  | 07/12/2019 | Cambridge | Australië Georgia Baker Alexandra Manly    | Polen Daria Pikulik Nikol Plosaj                  | Nieuw-Zeeland Michaela Drummond Jessie Hodges   |
| 5.  | 14/12/2019 | Brisbane  | Australië Georgia Baker Annette Edmondson  | Frankrijk Clara Copponi Marie Le Net              | Verenigde Staten Christina Birch Kendall Ryan   |
| 6.  | 25/01/2020 | Milton    | Verenigd Koninkrijk Neah Evans Laura Kenny | België Lotte Kopecky Jolien D'Hoore               | Verenigde Staten Megan Jastrab Jennifer Valente |

Wereldbeker klassement koppelkoers
| Plaats | Naam             | Ploeg | Punten |
| ------ | ---------------- | ----- | ------ |
| 1      | Italië           |       | 1915   |
| 2      | Ierland          |       | 1635   |
| 3      | China            |       | 1605   |
| 4      | Australië        |       | 1500   |
| 5      | Verenigde Staten |       | 1425   |
|        |                  |       |        |
| 9      | België           |       | 1400   |
| 17     | Nederland        |       | 900    |

#### Omnium
| Nr. | Datum      | Plaats    | Eerste           | Tweede              | Derde             |
| --- | ---------- | --------- | ---------------- | ------------------- | ----------------- |
| 1.  | 03/11/2019 | Minsk     | Jennifer Valente | Letizia Paternoster | Laura Kenny       |
| 2.  | 09/11/2019 | Glasgow   | Kirsten Wild     | Olga Zabelinskaja   | Annette Edmondson |
| 3.  | 01/12/2019 | Hongkong  | Yumi Kajihara    | Maria Martins       | Jolien D'Hoore    |
| 4.  | 08/12/2019 | Cambridge | Yumi Kajihara    | Jennifer Valente    | Allison Beveridge |
| 5.  | 15/12/2019 | Brisbane  | Jennifer Valente | Allison Beveridge   | Holly Edmondston  |
| 6.  | 26/01/2020 | Milton    | Jennifer Valente | Letizia Paternoster | Emily Kay         |

Wereldbeker klassement omnium
| Plaats | Naam                  | Ploeg | Punten |
| ------ | --------------------- | ----- | ------ |
| 1      | Jennifer Valente      |       | 1950   |
| 2      | Maria Martins         |       | 1560   |
| 3      | Anita Yvonne Stenberg |       | 1505   |
| 4      | Yumi Kajihara         |       | 1375   |
| 5      | Olga Zabelinskaja     |       | 1290   |
|        |                       |       |        |
| 7      | Jolien D'Hoore        |       | 1050   |
| 14     | Kirsten Wild          |       | 800    |